# Kgatelopele Local Municipality
Kgatelopele (englisch Kgatelopele Local Municipality) ist eine Lokalgemeinde im Distrikt ZF Mgcawu der südafrikanischen Provinz Nordkap. Der Sitz der Gemeindeverwaltung befindet sich in Danielskuil. Bürgermeisterin ist Rene Losper.
Kgatelopele ist das Setswana-Wort für „Fortschritt“.

## Städte und Orte
- Boplaas
- Danielskuil
- Five Mission
- Kuilsville
- Lime Acres
- Norfin Village
- Tlhakalatlou

## Bevölkerung
Im Jahr 2011 hatte die Gemeinde 18.627 Einwohner. Davon waren 49,9 % schwarz, 38,9 % Coloured und 9,8 % weiß. Gesprochen wurde zu 57,9 % Afrikaans, zu 32,5 % Setswana, zu 2,8 % Englisch, zu 1,6 % isiXhosa und zu 1,3 % isiZulu.